# Корсиканский язык
Корсика́нский язы́к (самоназвания Corsu, Corso, Corse, Corsi) — диалект итальянского языка. Распространён на острове Корсика (Франция) и на севере Сардинии.
Корсиканский язык — родной язык корсиканцев и долгое время был единственным языком на острове. После передачи острова Франции в 1768 году использование французского языка росло, а в 1945 году уже все островитяне владели французским языком. В 1980 году около 70 % населения в той или иной степени владели языком. В 1990 году примерно 50 % корсиканцев владели корсиканским языком, и лишь 10 % населения использовали его как основной.

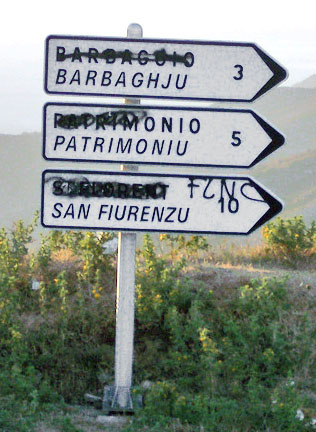
Дорожные знаки с зачёркнутыми националистами французскими названиями

## Использование
ЮНЕСКО определяет корсиканский как нестабильный язык, так как он не считается престижным[уточнить]. Корсиканский может изучаться в начальной школе определённое количество часов в неделю, однако в средней школе он уже не является обязательным предметом и может изучаться по выбору. В то же время, корсиканский требуется в Университете Корсики, может быть использован в суде и в административных целях. Совет Культуры корсиканской ассамблеи пропагандирует использование языка, к примеру, на вывесках.
Довольно известно также явление, когда неизвестные корсиканские националисты зачёркивают на двуязычных дорожных знаках французские названия. Корсиканский язык остаётся важной частью корсиканской культуры.

## Диалекты

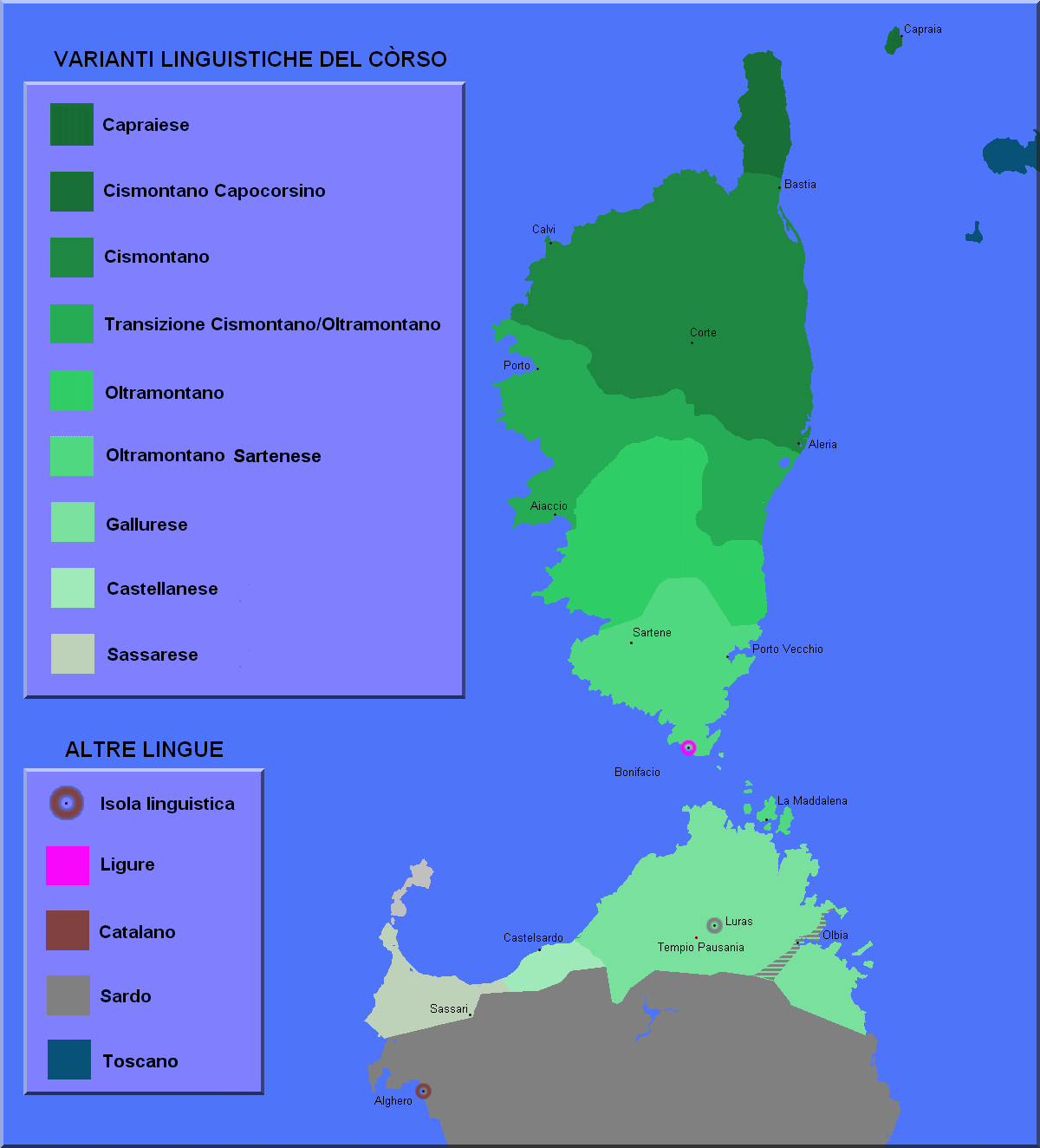
Диалекты корсиканского языка

Выделяют несколько диалектов корсиканского языка, в том числе: северный (в районе Бастии и Корта) и южный (в окрестностях Сартене и Порто-Веккьо). Диалект Аяччо занимает среднее положение между ними. Диалекты, распространённые в Кальви и Бонифачо, ближе всего к генуэзскому диалекту лигурийского языка.
На севере острова Сардиния распространены сассарский и галлурский диалекты, довольно близкие к корсиканскому языку. Однако эти диалекты могут также восприниматься как отдельные языки, либо считаться диалектами сардинского языка.

## Алфавит
В качестве письменности в корсиканском языке используется стандартная латиница с некоторыми изменениями и диакритикой.
| Алфавит        | A   | B    | C    | CHJ   | D    | E   | F       | G    | GHJ   | H       | I   | J    | L       | M       | N       | O   | P    | Q    | R       | S       | T    | U   | V    | Z        |
| Название       | a   | bi   | ci   | chji  | dè   | è   | èffè    | gi   | ghjè  | acca    | i   | ji   | èllè    | èmmè    | ènnè    | o   | pè   | cu   | èrrè    | èssè    | ti   | u   | vè   | zèda     |
| Название (МФА) | [a] | [bi] | [ʧi] | [tji] | [dɛ] | [ɛ] | ['ɛffɛ] | [ʤɛ] | [djɛ] | ['akka] | [i] | [ji] | ['ɛllɛ] | ['ɛmmɛ] | ['ɛnnɛ] | [o] | [pɛ] | [ku] | ['ɛrrɛ] | ['ɛssɛ] | [ti] | [u] | [vɛ] | [dz'ɛda] |

- В отличие от французского, в корсиканском нет немых букв.
- Буква H/h используется только в диграммах и триграммах: CH/ch, CHJ/chj, DH/dh, GH/gh, GHJ/ghj.
- Буквы K/k, W/w, X/x, Y/y не используются.
- Буква Q/q встречается только в диграмме QU/qu.

Ударение в корсиканском языке — подвижное, хотя чаще всего падает на предпоследний слог. Знаком грависа на гласной обозначается ударный слог, если он не предпоследний:
À/à, È/è, Ì/ì, Ò/ò, Ù/ù.
Кроме того, в корсиканском есть дифтонги, которые считаются одним слогом, в этом случае гравис ставится над вторым гласным: IÀ/ià, IÈ/iè, IÒ/iò, IÙ/iù.
Если 2 рядом расположенных гласных произносятся раздельно и ни один из них не является ударным, то над буквой, обозначающей первый из них, может использоваться диерезис: ÏA/ïa, ÏE/ïe, ÏO/ïo, ÏU/ïu. Однако это не всегда соблюдается. В большинстве случаев нет необходимости в знаке диерезиса, так как при паре звуков с ударным I/i используется гравис: ÌA/ìa, ÌE/ìe, ÌO/ìo, ÌU/ìu. Если пара гласных звуков встречается на конце слова, то диакритика обычно не используется: zìu (дядя) [ˈtsi•u] обычно пишут как ziu.

## Примеры лексики
- l’acqua — вода (итал. l’acqua)
- a terra/a tarra — земля (итал. la terra)
- l’omu — человек, мужчина (итал. l’uomo)
- a donna — женщина (итал. la donna)
- u ghjornu — день (итал. il giorno)
- u celu/u celi — небо (итал. il cielo)
- notte/notti — ночь (итал. notte)
- spidale/spedale/uspidali — больница (итал. ospedale)

## Корсиканская Википедия
Существует раздел Википедии на корсиканском языке («Корсиканская Википедия»), первая правка в нём была сделана в 2003 году. По состоянию на 22:24 (UTC) 20 марта 2025 года раздел содержит 8415 статей (общее число страниц — 17 734); в нём зарегистрировано 24 729 участников, двое из них имеют статус администратора; 41 участник совершил какие-либо действия за последние 30 дней; общее число правок за время существования раздела составляет 395 911.